# Dražíč
Dražíč (deutsch Draschitz) ist eine Gemeinde im Okres České Budějovice in Tschechien. Sie liegt in Südböhmen, sieben Kilometer westlich von Bechyně.

## Geographie
Dražíč liegt im Süden des zum  Mittelböhmischen Hügelland gehörigen Milevská pahorkatina in der Quellmulde eines kleinen Baches an einer Terrasse rechtsseitig über dem Tal Bílinský potok. Südöstlich erhebt sich die Babina (467 m), im Süden die Chrášťanská hůrka (479 m), südwestlich der Chlum (509 m) und im Nordwesten der Tábor (504 m). Gegen Osten erstreckt sich der Naturpark Plziny. Südöstlich liegt der Teich Šternberský rybník, westlich das mit der Orlík-Talsperre geflutete Moldautal. Durch Dražíč führt die Straße II/105 zwischen Bernartice und Týn nad Vltavou, von der im Ort die Straße II/135 nach Bechyně abzweigt.
Nachbarorte sind Karlov, Nepomuk und Borovany im Norden, Rataje, Soví, Haškovcova Lhota und Radětice im Nordosten, Senožaty, Hutě und Bechyně im Osten, Koudelka, Hemera, U Bártů, Šternberk, U Kutišů, Hvožďany und Nuzice im Südosten, Chrášťany im Süden, Doubravka im Südwesten, Chlum, Vranov und Dražíčské Březí im Westen sowie Smolečské Březí, Drtina und Nemějice im Nordwesten.

## Geschichte
Beleg einer frühzeitlichen Besiedlung der Gegend ist ein mittelbronzezeitliches Hügelgrab südwestlich des Dorfes am Hang des Chlum im Wald Karlovka.
Die erste schriftliche Erwähnung von Drazicz erfolgte 1379 im bischöflichen Urbar. Zu dieser Zeit war das Dorf zwischen dem bischöflichen Gut Thein und der den Herren von Sternberg gehörigen Burg Bechyně geteilt. Der Theiner Anteil umfasste sechs Anwesen. Im 15. Jahrhundert fiel die Herrschaft Týn nad Vltavou und damit auch der zu ihr gehörende Anteil von Drazicz an die Čabelický von Soutice, die ihn mit dem Bechiner Anteil vereinigten und im 16. Jahrhundert eine Veste erbauen ließen. Nach der Schlacht am Weißen Berg wurde das Gut Draschitz konfisziert, da sich der Besitzer Johann Swatowský am Ständeaufstand von 1618 beteiligt hatte. Am 25. Februar 1623 verkaufte die Hofkammer das Gut für 5220 Schock an Adam Lipowsky. Zu den nachfolgenden Besitzern des Gutes gehörten ab 1720 Theresia Gräfin von Pötting und ab 1729 die Freiherren von Tam. Im Jahre 1751 wurde der Bechiner Gau zwischen dem Taborer und Budweiser Kreis aufgeteilt, wobei Draschitz zu ersterem gehörte. Nach dem Tode des Johann Wenzel von Tam erbte vor 1789 dessen Bruder Prokop das Gut. Dieser verkaufte es 1802 an den Hauptmann Anton von Klem. Während der Napoleonischen Kriege hinterließen französische Truppen in Týn nad Vltavou, Chrášťany und Dražíč Schäden. Im Jahre 1804 kaufte der Prager Bürger Michael Pentzsch das Gut und veräußerte dieses zwei Jahre später an den k.k. Generalmajor und Oberst-Erbland-Postmeister Karl Reichsfürst von Paar, der Draschitz mit seiner Herrschaft Bechin verband. Das zum Allodialgut Draschitz gehörige Brauhaus wurde nach der Vereinigung mit Bechin aufgehoben. Nach dem Tode Karl von Paars erbte am 30. Dezember 1819 sein gleichnamiger Sohn, der k.k. Kämmerer und Oberst-Erbland-Postmeister Karl Fürst von Paar die Güter. Im Jahre 1825 umfasste das Gut eine Fläche von 1543 Joch und 1466 Quadratklafter. Das Gut Draschitz hatte im Jahre 1840 725 tschechischsprachige Untertanen, darunter eine Israelitenfamilie in Draschitz, und umfasste die Dörfer Draschitz, Nepomuk, Wranow sowie die Einschichten Zelena und Lipowsko. Das Dorf Draschitz/ Dražice bestand zu dieser Zeit aus 53 Häusern mit 428 Einwohnern. Zehn der Häuser waren der erzbischöflichen Herrschaft Thein untertänig. In Draschitz bestanden ein Schloss mit Wohnung des Wirtschaftsbeamten, die öffentliche Schlosskapelle St. Nikolaus, ein herrschaftlicher Meierhof mit Schäferei, eine herrschaftliche Brennerei und eine dominikale Pottaschensiederei. Abseits lagen das ehemalige Wirtshaus Bruna und ein herrschaftliches Jägerhaus am Chlum. Pfarrort war Chraschtian.
Bis zur Mitte des 19. Jahrhunderts bildete Draschitz immer ein landtäflisches Allodialgut, das mit der Allodialherrschaft Bechin als Gesamtdominium verwaltet wurde. Nach der Aufhebung der Patrimonialherrschaften bildete Dražice/Draschitz mit den Ortsteilen Březí/Březy, Nepomuk und Vranov/Wranow ab 1850 eine Gemeinde in der Bezirkshauptmannschaft und dem Gerichtsbezirk Milevsko/Mühlhausen. Zu Beginn des 20. Jahrhunderts wurde als tschechischer Ortsname Dražič  verwendet und seit 1924 Dražíč.
Nach dem Februarumsturz 1948 wurde die Gemeinde nach der Aufhebung des Okres Milevsko dem Okres Týn nad Vltavou zugeordnet. Dieser wurde 1960 aufgelöst, wobei Dražíč Teil des Okres Písek wurde. Die Gemeinde Dražíč wechselte am 1. Januar 2007 in den Okres České Budějovice. Im Jahre 2011 wurde Dražíč Sieger beim nationalen Wettbewerb Dorf des Jahres.

## Gemeindegliederung
Die Gemeinde Dražíč besteht aus den Ortsteilen Březí, auch Dražíčské Březí (Bries), Dražíč (Draschitz), Karlov-Nepomuk (Nepomuk) und Vranov (Wranow) sowie der Ansiedlung Chlum und der Einschicht U Pitrů.

## Bevölkerungsentwicklung
| Jahr      | 1869 | 1880 | 1890 | 1900 | 1910 | 1921 | 1930 | 1950 | 1961 | 1970 | 1980 | 1991 | 2001 | 2011 | 2021 |
| --------- | ---- | ---- | ---- | ---- | ---- | ---- | ---- | ---- | ---- | ---- | ---- | ---- | ---- | ---- | ---- |
| Einwohner | 963  | 976  | 902  | 874  | 897  | 860  | 843  | 687  | 621  | 528  | 430  | 327  | 250  | 214  | 241  |

## Bauwerke und Landschaftsteile
- Barockschloss Dražíč, der eingeschossige Bau mit rechteckigem Grundriss entstand zu Beginn des 18. Jahrhunderts aus der Renaissancefeste der Herren Čabelický von Soutice. Die barocke Schlosskapelle des hl. Nikolaus wurde unter Theresia Gräfin von Pötting an der Westseite angebaut. Nach dem Zweiten Weltkrieg diente das Schloss als Lagerhaus. Heute befindet es sich wieder in Privatbesitz und ist nicht zugänglich.
- Barocke Kapelle des hl. Johannes von Nepomuk, südlich des Dorfes an der Straße nach Chrášťany, erbaut in der ersten Hälfte des 18. Jahrhunderts
- Nischenkapelle des hl. Schutzengels an der Straße nach Nemějice, errichtet am Übergang vom 19. zum 20. Jahrhundert.
- Brauereihof Lipan (Pivovarský dvůe Lipan), die Kleinbrauerei mit angeschlossener Gaststätte, Brennerei und Pension eröffnete im Herbst 1995 im restaurierten Gebäude der ehemaligen herrschaftlichen Brennerei. Das hier gebraute helle und dunkle Lagerbier Lipan wird in der Gaststätte direkt aus den Brauereitanks gezapft.
- Hügel Tábor, volkstümlich Burkovák mit Resten eines keltischen Heiligtums, der Tábor war 1419 Endpunkt der Großen Versammlung der Hussiten

Bauwerke
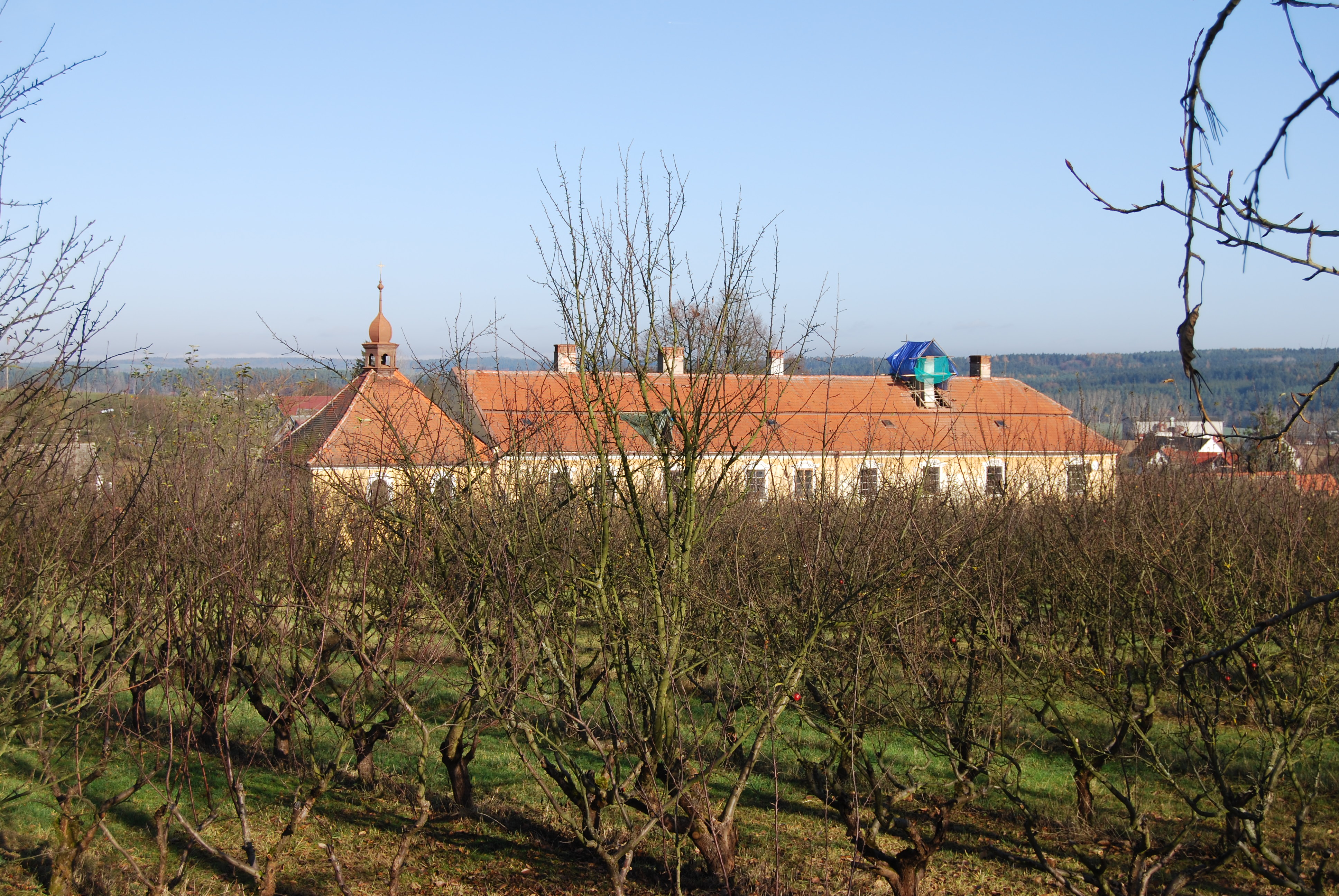
Schloss Dražíč
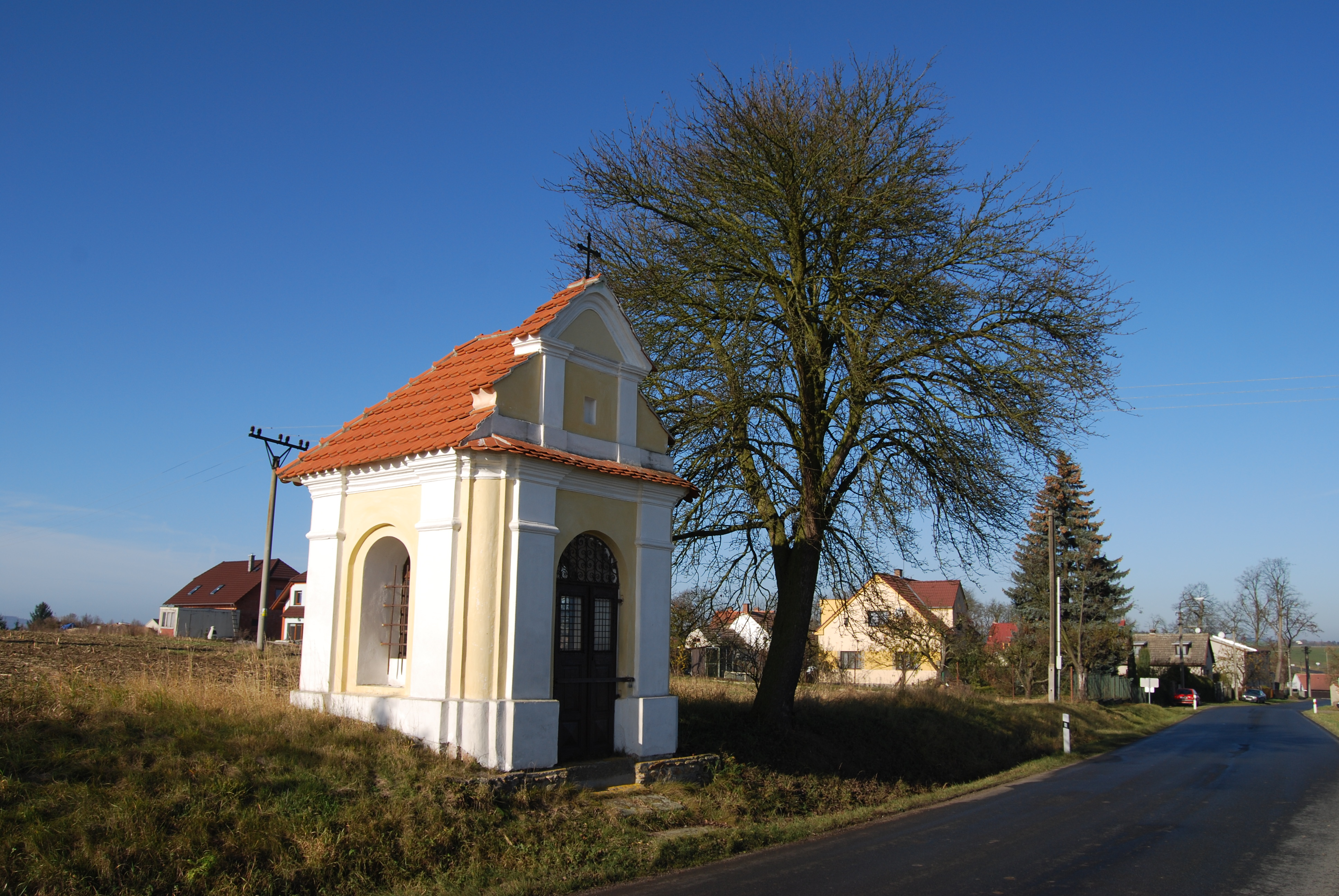
Kapelle des hl. Johannes von Nepomuk
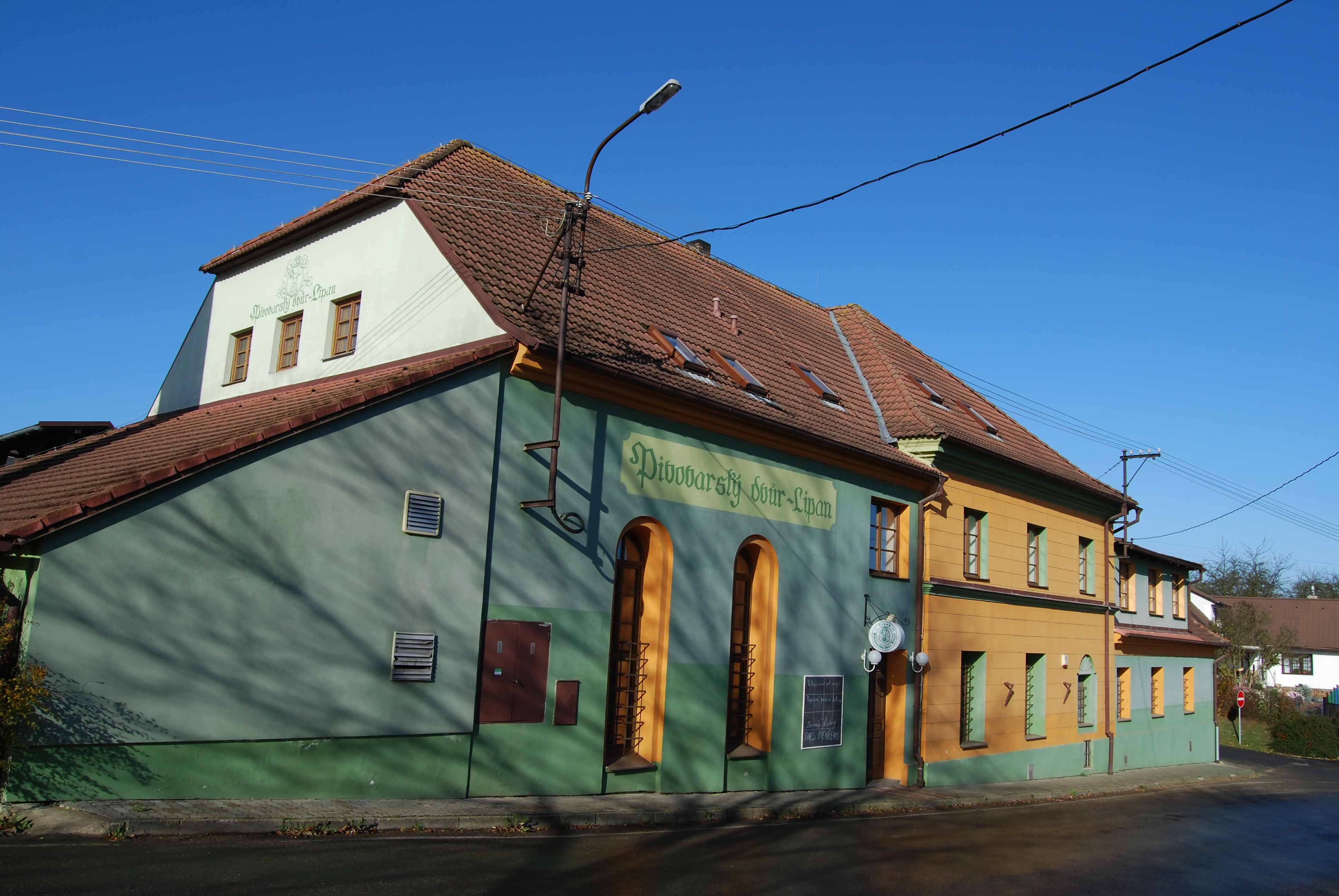
Brauereihof Lipan